# Maxime Vivas
Pour les articles homonymes, voir Vivas.
Maxime Vivas, né le 21 mars 1942 à Cruéjouls (Aveyron), est un écrivain, essayiste et cyber-journaliste français. Il est controversé pour son soutien de la politique de la Chine et du Kremlin, ainsi que sa négation du génocide culturel des Ouïghours. 

## Biographie

### Origines familiales et études
Deuxième de six enfants d'une famille d'origine espagnole, d'un père mineur aragonais et d'une mère cantinière catalane, il passe son enfance à Albias en Tarn-et-Garonne, où sa famille s'installe quand il a cinq ans. Il est ensuite élève du collège P.-Darasse de Caussade.

### Activités professionnelles
Il est postier à Montauban puis au centre de tri de Paris Brune.
Dans les années 1980-1990, il est ergonome dans une direction de France Télécom délocalisée à Blagnac, près de Toulouse.

### Activités extra-professionnelles
En 2003, il est « référent littéraire » d'Attac-France.
Il s'installe près de Toulouse après vingt ans passés à Paris. Il est administrateur du site d'« information alternative » Le Grand Soir (legrandsoir.info), site « peu fiable et qui relaie des théories conspirationnistes » selon le Décodex du journal Le Monde et Conspiracy Watch.

## Publications et polémiques
Venu tardivement à l'écriture, il publie dans la littérature « blanche » (essais, romans, nouvelles) et dans la « noire » (romans policiers). Il est édité en France, Belgique, Italie, Chine, à Cuba, au Venezuela et aux États-Unis.

### Paris Brune(1997)
Son roman Paris Brune, paru en 1997, dix ans après la fermeture du centre de tri, met en scène le personnage collectif des agents qu'il a côtoyés. Il lui vaudra le prix Roger Vailland et l'étiquette d'« écrivain » des PTT. De ce roman, qui décrit comment de jeunes provinciaux se retrouvent postiers dans un grand centre de tri parisien et découvrent la grève (« Un combat commençait, les salaires seraient amputés, mais la monotonie du tri, l’exaspérante condamnation à vider des corbeilles de paquets, des plateaux de lettres, des sacs qui se remplissent sans cesse seraient rompues le temps d’une action fraternelle librement conduite »), Jean-Noël Pancrazi écrit, dans Le Monde : « Ce texte fera mentir tous ceux qui se plaignent que le roman français est déconnecté de la réalité sociale contemporaine ».

### La face cachée de Reporters sans frontières(2007)
En 2007, il publie La face cachée de Reporters sans frontières.
Jean-Emmanuel Ducoin dans L'Humanité rapporte en 2008 que le livre a progressivement connu une certaine notoriété : « Le Monde, le Parisien, Marianne, etc., et de nombreux sites ont eux aussi commencé à lever le voile, s'appuyant enfin [...] sur le contenu du livre de Maxime Vivas ».

### Dalaï-Lama - Pas si ZEN(2011)
En 2011, il publie Dalaï-Lama - Pas si ZEN, un pamphlet rédigé à la suite d'une visite dans la région autonome du Tibet en compagnie de quatre autres journalistes français, dans le cadre d'un voyage de presse organisé par le gouvernement central chinois,. Il rapporte que « là où il s’attendait à trouver un pays vidé de sa culture par une puissance coloniale étrangère, la Chine (...) il a vu des choses qui allaient à l'encontre de ce qui se raconte au sujet du Tibet : notamment une université libre et (...) une grande activité culturelle en langue tibétaine, avec radio, télé, des panneaux en tibétain… Rien à voir avec le sort que l'on réserve ici même aux langues régionales, occitan, basque ou breton ! La religion n'y est pas interdite, au contraire, il y a une véritable arrogance religieuse ; des prières dans la rue, des temples rénovés qui sont pleins à craquer, des bouddhas recouverts de feuilles d'or… sans compter l'extraordinaire développement économique du Tibet. » Il est d'avis que « si le Dalaï-Lama retrouvait le pouvoir à Lhassa, il restaurerait une théocratie obscurantiste, telle qu'elle existait autrefois, où la religion primait sur tout »,.
Pour Renée Mourgues, journaliste de La République des Pyrénées, Maxime Vivas « brosse un portrait iconoclaste de l'idole philosophico-religieuse « adulée par les bobos parisiens et les babas cool » mais aussi par des êtres en mal de spiritualité ».
Selon le journaliste Jean-Paul Ribes, président du Comité de soutien au peuple tibétain, Maxime Vivas a retranscrit les dires d'interlocuteurs qu'on lui a présentés ainsi que des chiffres et des dates fournies par le gouvernement chinois. Jean-Paul Ribes se demande, lui, si le but n'est pas « de faire grossir une rumeur, aussi fausse, au fond, que ses prémisses » et qualifie Maxime Vivas de « journaliste bien peu professionnel » et d'« écrivain de circonstance » vantant « les mérites du colonialisme ». Il lui reproche également son manque de lucidité, puisque son livre est publié au moment où le 14e dalaï-lama se retire de la vie politique et laisse la place à un dirigeant laïc élu, dans le cadre du processus de démocratisation du Tibet en exil.

### L'irrésistible déchéance de Robert Ménard, candidat du Front national(2013)
En 2013, il publie, aux Éditions Arcane 17, L'irrésistible déchéance de Robert Ménard, candidat du Front national, « essai à charge » qui « décortique [...] le double discours de Ménard : défenseur autoproclamé de la liberté d’expression, il déteste néanmoins qu’elle entrave ses intérêts ou ceux de ses alliés français et nord-américains ». Dans le quotidien Midi libre, Robert Ménard le qualifie de « fou » et de « corbeau » et le menace deux fois d'un procès (les 27 septembre et 4 octobre 2013),.

### Ouïghours, pour en finir avec les fake news(2020)
En décembre 2020, Maxime Vivas publie Ouïghours, pour en finir avec les fake news.
Le 7 mars 2021, Wang Yi, ministre chinois des Affaires étrangères, cite dans sa conférence de presse annuelle Maxime Vivas comme s’étant rendu au Xinjiang à deux reprises et n’ayant pas constaté de politique discriminatoire envers les musulmans ouïghours.

#### Critiques et controverses
Pour Libération, Maxime Vivas, qui « ne parle ni mandarin, ni ouïghour, épouse la communication officielle de la Chine ».
Pour Marc Julienne, chercheur au centre Asie de l'Institut français des relations internationales (Ifri), Maxime Vivas est utilisé par la Chine pour discréditer les accusations de « génocide » au Xinjiang.
Pour Antoine Bondaz, chercheur à la Fondation pour la recherche stratégique, Maxime Vivas compte au nombre des intellectuels dans les sociétés civiles que Pékin essaie d'influencer, afin d'avoir des relais pour convaincre la population chinoise qu'il y a à l'étranger des soutiens au régime, et créer à l'étranger des réseaux favorables aux intérêts chinois. En septembre 2021, le quotidien Le Monde estime que Vivas, « militant d'extrême-gauche », relaie la propagande chinoise.
Selon le journaliste spécialiste de la Chine Pierre-Antoine Donnet, qui qualifie Maxime Vivas de « négationniste », ce livre, qui conteste la répression chinoise contre les Ouïghours, « reprend in extenso la communication d'État chinoise à propos du Xinjiang, jusqu'à la désignation du coupable de ce complot international contre la Chine : la CIA. Il fallait y penser ! ». Pierre-Antoine Donnet relève également les liens de la maison d'édition de ce livre, La Route de la soie, avec le régime chinois.

## Engagements politiques
Lors des élections européennes de 2009, Maxime Vivas soutient Jean-Luc Mélenchon, le Parti de Gauche, et le Front de gauche.
En 2012, il soutient publiquement Jean-Luc Mélenchon, candidat du Front de gauche à l'élection présidentielle, dans un appel signé par 100 auteurs de polars. En février 2016, il explique pourquoi il recommencera à l'élection présidentielle de 2017.

## Prises de position et influence
Maxime Vivas est décrit comme un agent d'influence du régime chinois,, qui en diffuse la propagande et nie les exactions documentées par les ONG. Il apparaît dans les médias d’État du régime, où il épouse la désinformation officielle niant le génocide culturel des Ouïghours, qui le mettent en avant dans leur communication de propagande,. Il publie dans une revue proche des services de renseignement chinois. Il est également décrit comme un soutien de la politique du Kremlin.

## Ouvrages
- Paris Brune (roman), Éditions Le Temps des Cerises, Paris, 1997 (prix Roger Vailland 1997)
- La bousculade (roman), Éditions de l’Aube, La Tour d'Aigues, 1998
- Écran total (polar humoristique), Éditions Jigal, Paris, 1999
- La cathédrale au fond du jardin (ou Pourquoi j'ai voulu tuer Louis-Ferdinand Céline) (roman historique), coll. « Pique rouge », Atout Éditions, Vallauris, 2002 (prix du Zinc 2002)[33].
- Comme le scorpion, mon frère (polar altermondialiste), coll. « Cerise noire », Éditions Le Temps des Cerises, Paris, 2003
- La tour Eiffel et le cocotier (roman humoristique), Éditions Le Léopard Masqué, Paris, 2005
- (en collaboration avec Danielle Bleitrach et Viktor Dedaj), Les États-Unis de mal empire : ces leçons de résistance qui nous viennent du Sud (essai), Éditions Aden, Bruxelles, 2005
- La face cachée de Reporters sans frontières : de la CIA aux faucons du Pentagone (enquête), Éditions Aden, Bruxelles, 2007, 266 p. (prix « Lire la politique »)
- Chroniques littéraires et impertinentes sur Radio Mon Païs (recueil de causeries radiophoniques), Éditions la Brochure, 2008
- Victor Hugo à La Havane, ou Deux siècles d'influence française à Cuba (guide touristico-littéraire), Éditions La Brochure, 2009
- Chicharra et les vautours (roman pour la jeunesse), Éditions Le Griffon bleu, 2010
- (avec Viktor Dedaj) 200 citations pour comprendre le monde passé, présent et avenir, suivies du programme du Conseil national de la Résistance, préface de Jean-Luc Mélenchon, Éditions La Brochure, 2011
- Dalaï-Lama - Pas si ZEN, Max Milo, 2011
- Le gueuloir. (Si Rabelais, Hugo, Céline et quelques autres se rencontraient...), Les Éditions du Léopard démasqué, 2013
- L'irrésistible déchéance de Robert Ménard, candidat du Front National, Éditions Arcane 17, 2013
- (avec Frédéric Vivas), Marine Le Pen amène le pire, Éditions Golias, 2014
- Rouges, les collines de Caracas, polar, Éditions Arcane 17, 2015
- Les déchirures, essai, Éditions Golias 2016
- Ouïghours, pour en finir avec les fake news, La Route de la Soie - Éditions, 2020